# Sobakasu
Pour plus de détails, voir Fiche technique et Distribution.
Sobakasu そばかす est un film japonais réalisé par Shinya Tamada, sorti en 2022.

## Synopsis
Kasumi Sobata, une femme asexuelle et aromantique, doit lutter contre un mariage arrangé par sa mère.

## Fiche technique
- Titre : Sobakasu
- Titre anglais : I Am What I Am
- Réalisation : Shinya Tamada
- Scénario : Atsushi Asada
- Musique : Izumi Matsuno
- Photographie : Kei Nakase
- Montage : Keisuke Tominaga
- Production : Shingo Ishikawa et Yuichi Shibahara
- Société de production : Dub
- Pays :  Japon
- Genre : Drame
- Durée : 104 minutes
- Dates de sortie : 
  -  Japon : 16 décembre 2022

## Distribution
- Marika Itō : Shinohara Mutsumi
- Takumi Kitamura
- Atsuko Maeda : Yonaga Maho
- Tōko Miura : Sobata Kasumi